# ريزارد مايلوسكي
ريزارد مايلوسكي (بالبولندية: Ryszard Milewski)‏ هو لاعب كرة قدم بولندي في مركز الدفاع، ولد في 4 سبتمبر 1957 في وارسو في بولندا. شارك مع منتخب بولندا لكرة القدم. أما مع النوادي، فقد لعب مع ليغيا وارسو.